# Оборонительный рубеж «Ижора»
Оборонительный рубеж «Ижора» — линия обороны, возведенная вдоль южной границы Ленинграда в годы Великой Отечественной войны.

## История
Инициатива по созданию рубежа исходила от начальника инженерных войск 42-й армии полковника Н. Ф. Кирчевского. 
Целью создания дополнительных долговременных укреплений на окраинах Ленинграда была потребность снизить людские резервы военнослужащих внутри города, продовольственное снабжение которых в окружённом городе было затруднительно. Освобождённые людские  резервы планировалось скрытно перебросить в район Ораниенбаумского плацдарма для нанесения неожиданного для противника мощного удара в планируемой операции по полному снятию вражеской блокады Ленинграда.
Во главе работ было поставлено 32-е управление военно-полевого строительства, начальником которого был инженер-полковник Ф. М. Грачёв. В строительстве оборонительного комплекса «Ижора» принимало участие свыше 2 тысяч человек. В октябре 1943 года рубеж «Ижора» был принят комиссией под председательством командующего артиллерией 42-й армии генерал-майора артиллерии М. С. Михалкина и занят отдельными пулемётно-артиллерийскими батальонами (опаб) 79-го укрепленного района (79 ур). Рубеж протянулся на 20 км через Угольную Гавань, Среднюю Рогатку и Купчино. Опорными точками оборонной линии стали железобетонные ДОТы. При строительстве рубежа в результате обстрела со стороны противника погибло до 100 человек. В боевых действиях рубеж участия не принимал, поскольку находился в тылу Пулковского рубежа и оборонявших Колпино частей 55-й армии.
Ныне элементы рубежа вошли в черту города Санкт-Петербурга и сохранившиеся 9 дотов признаны объектами культурного наследия.
В одном из них организован музей.

## Галерея

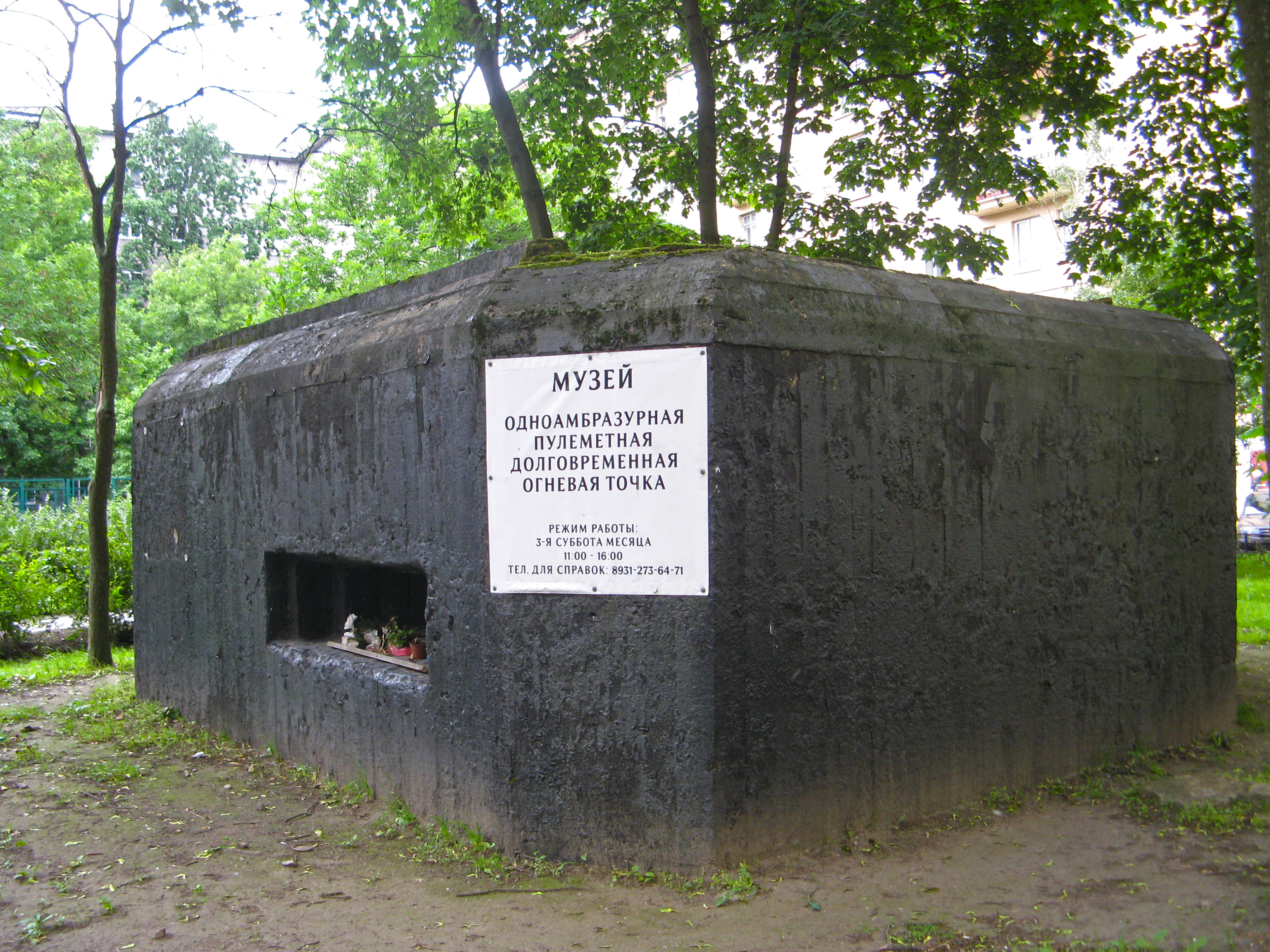
ДОТ на Проспекте Стачек.
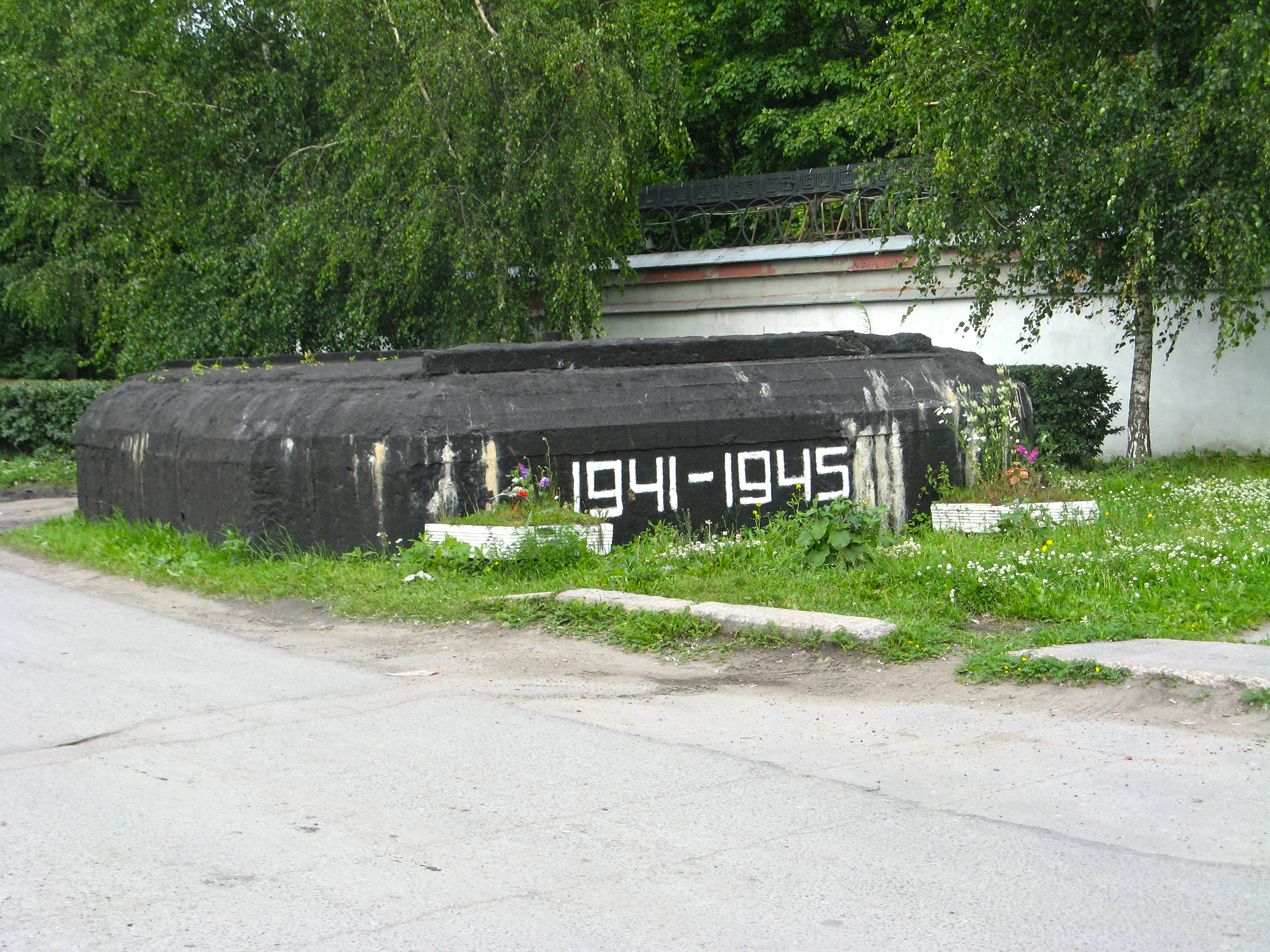
ДОТ около Красненького кладбища.
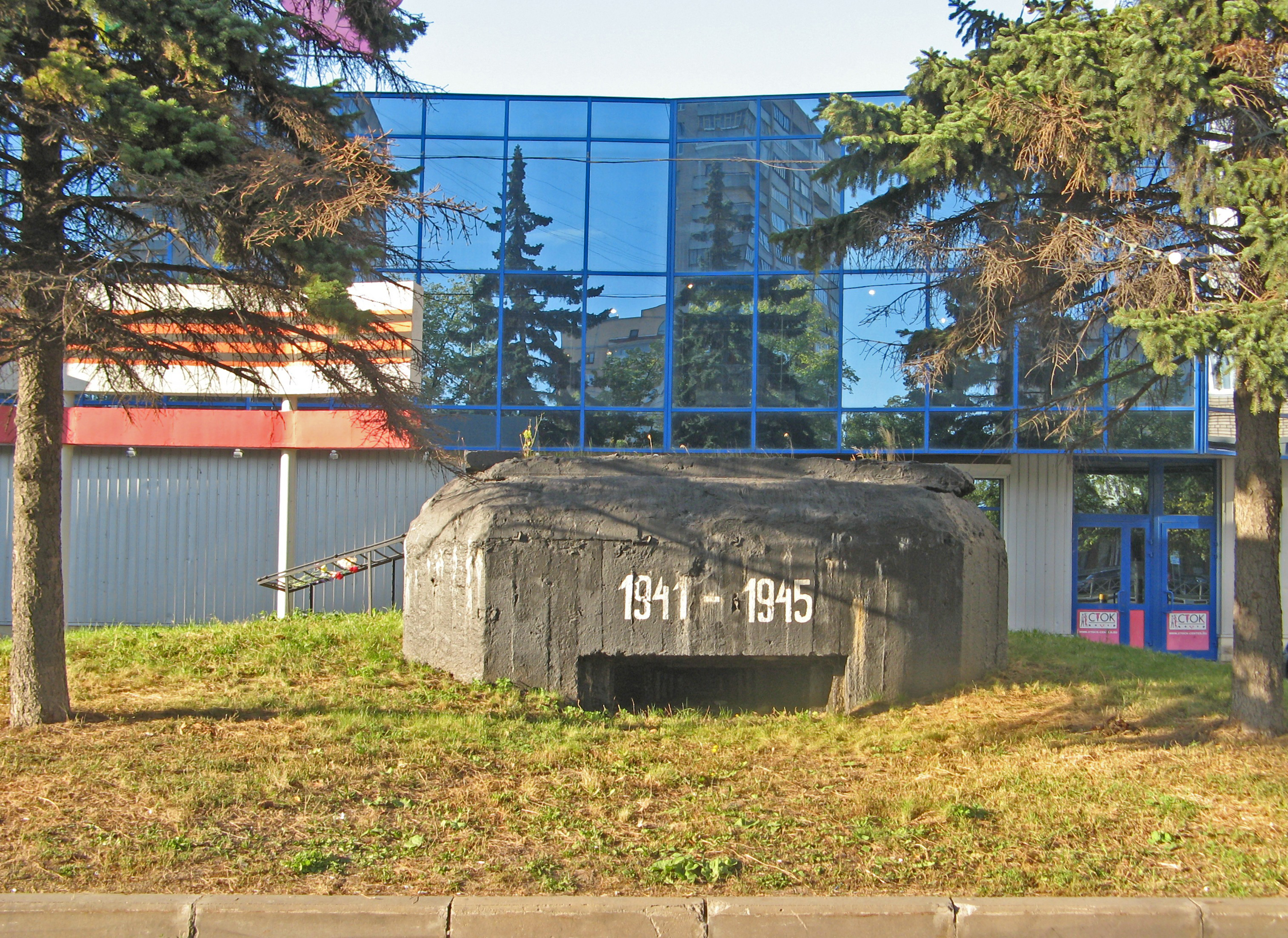
ДОТ на Ленинском проспекте.
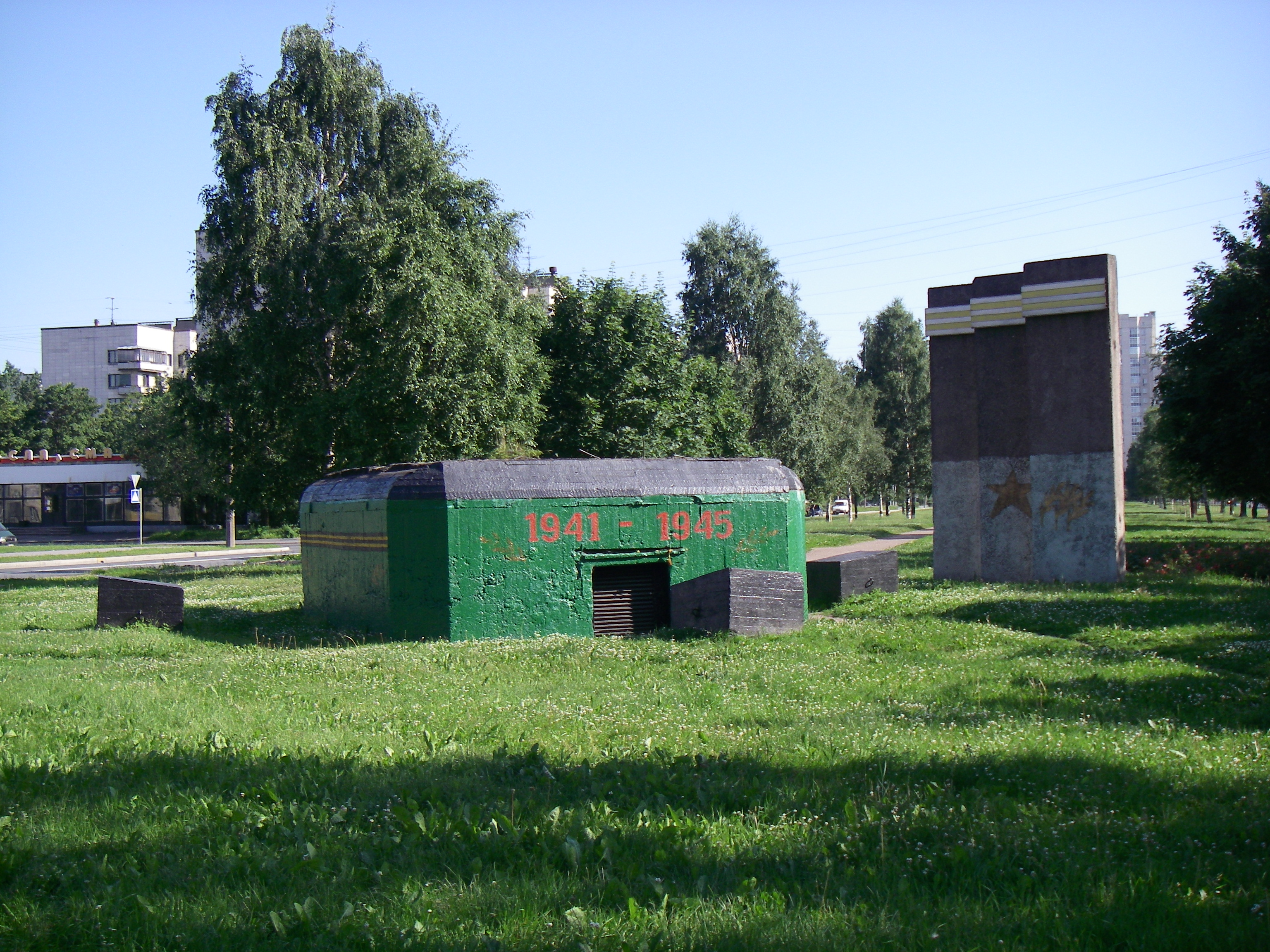
ДОТ на Варшавской улице.
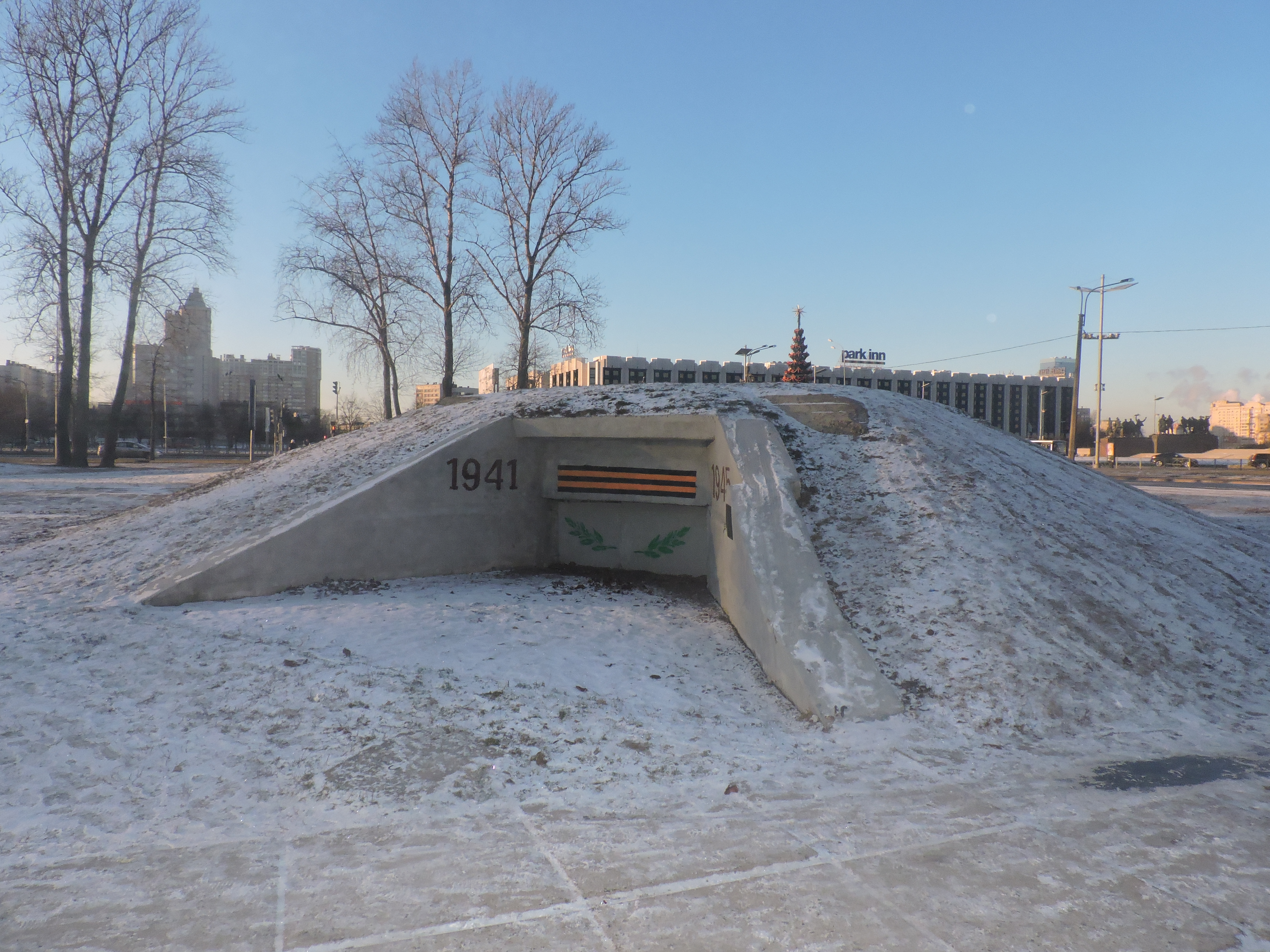
ДОТ на Площади Победы.
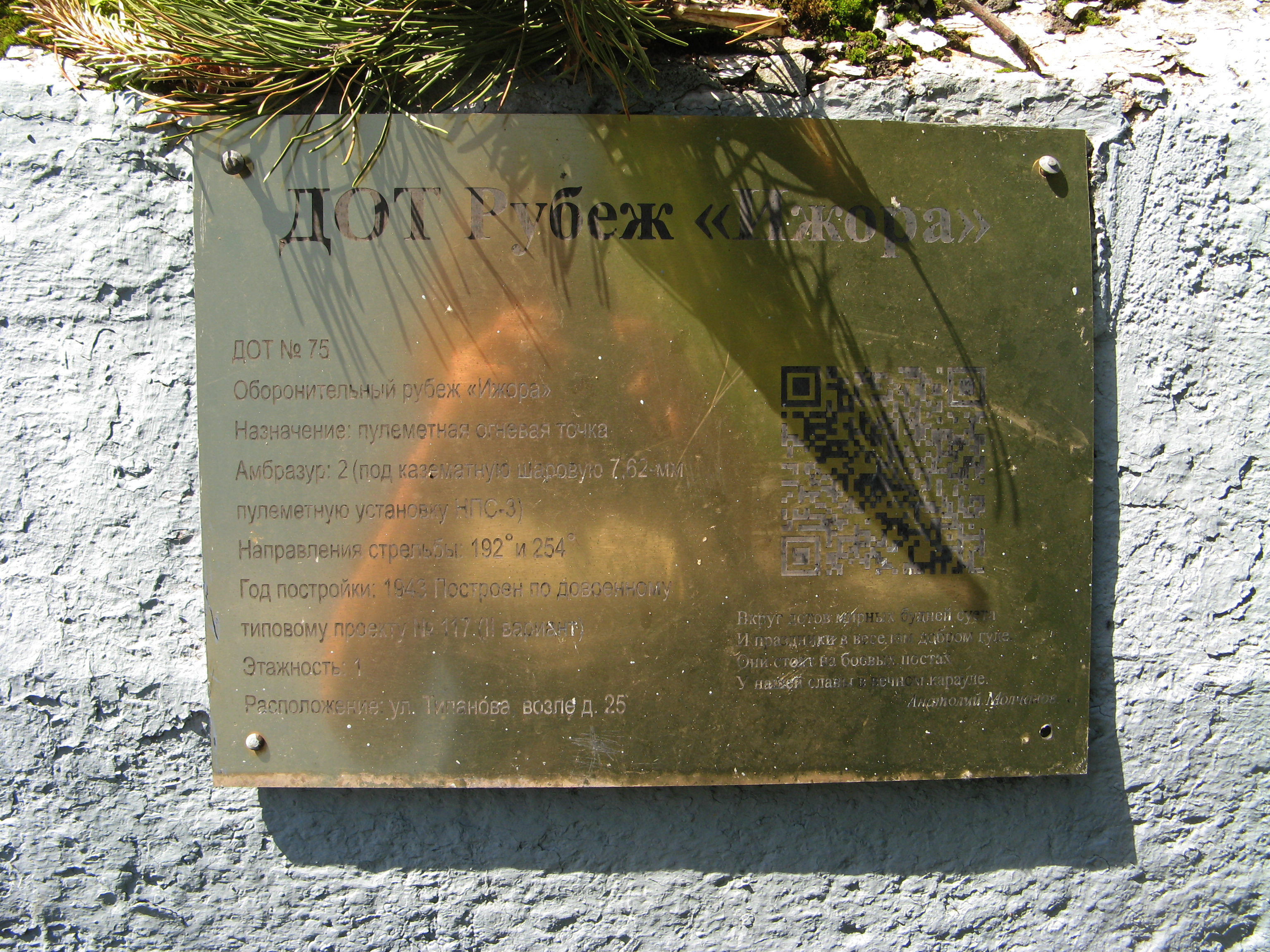
ДОТ на Улице Типанова.
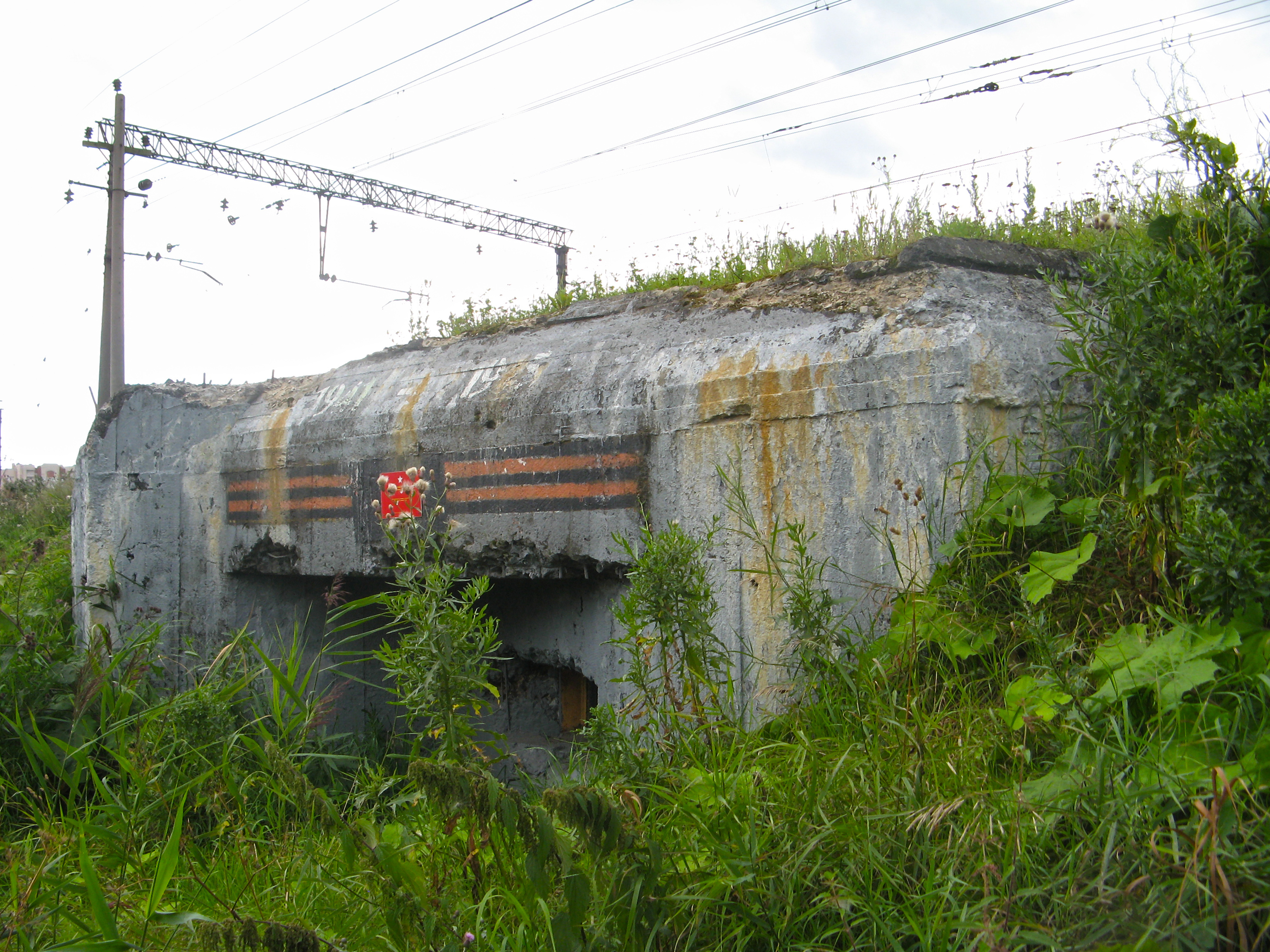
ДОТ на Белградской улице.
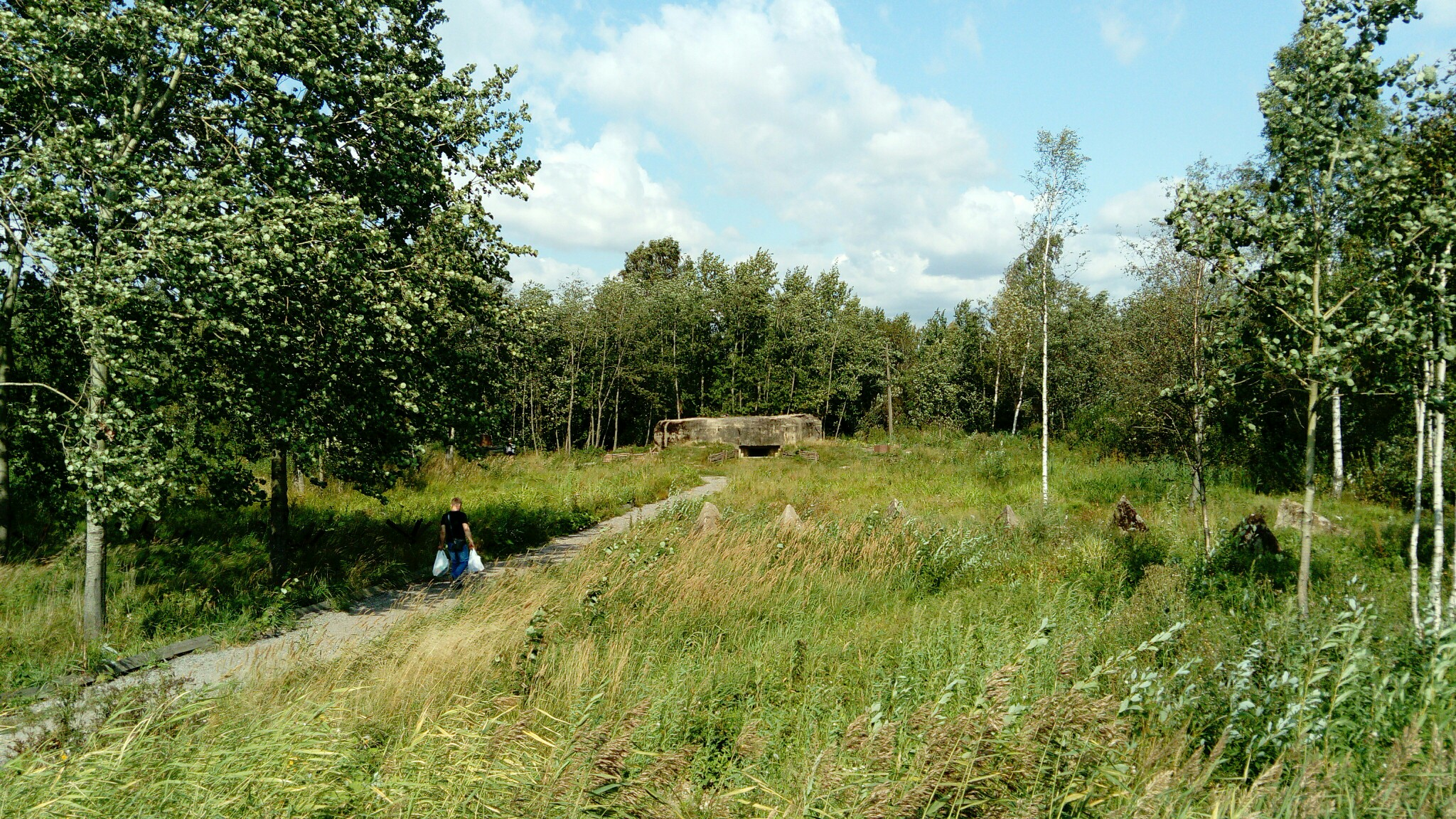
ДОТ-музей на улице Димитрова.
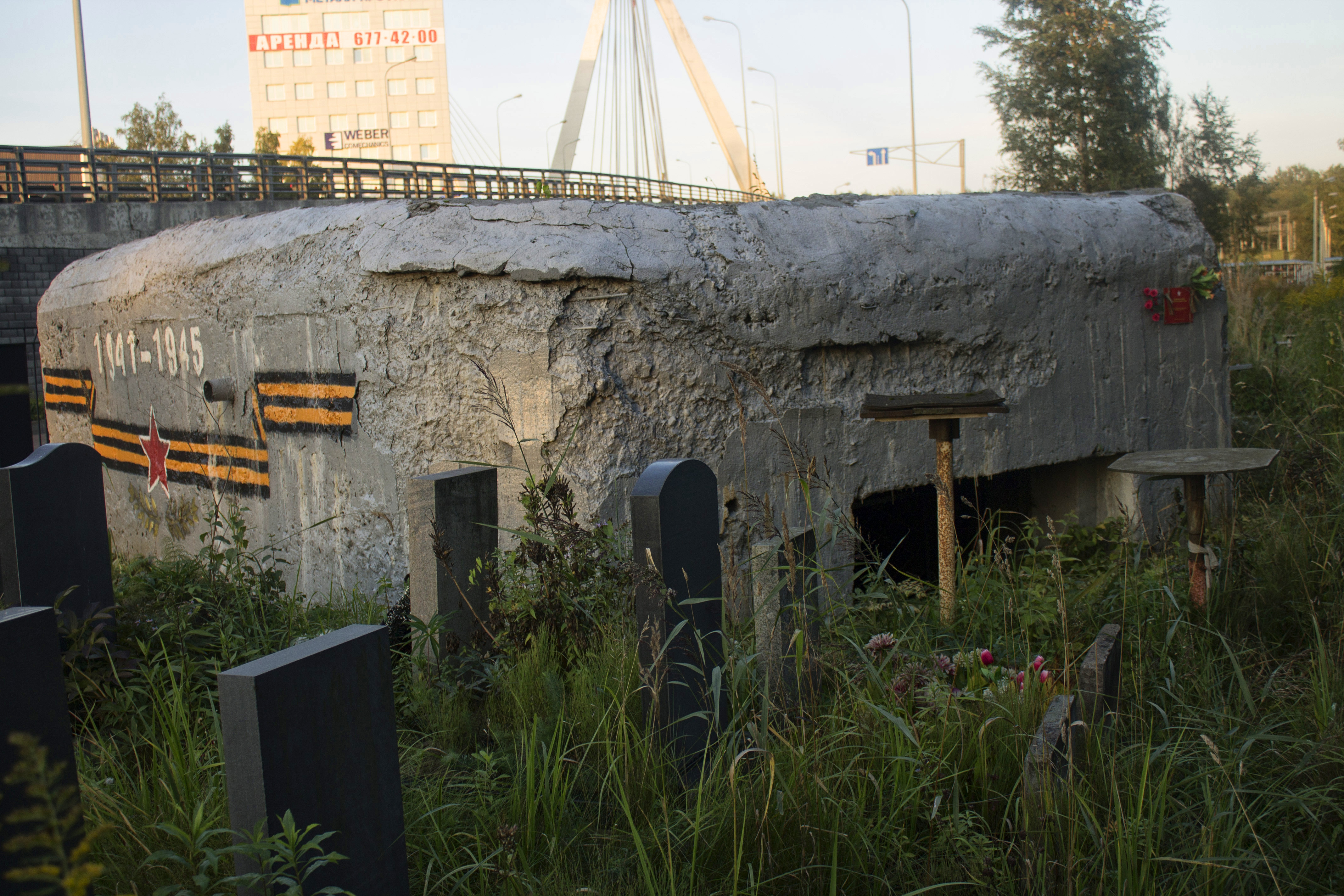
ДОТ на Кладбище 9 января.
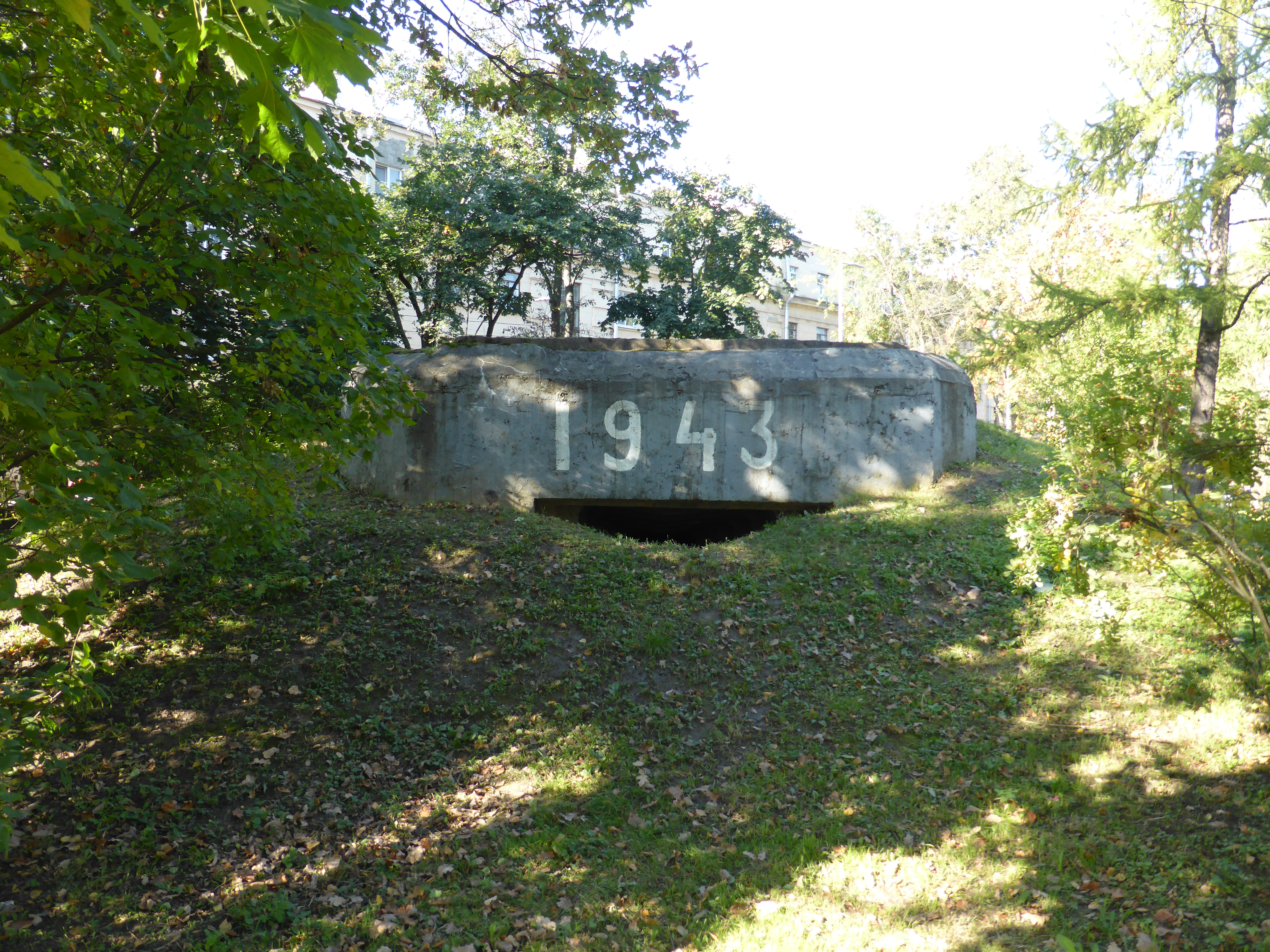
ДОТ на пр. Обуховской обороны.